# マルハール・ラーオ・ホールカル2世
マルハール・ラーオ・ホールカル2世（Malhar Rao Holkar II, 1806年 - 1833年10月27日）は、インドのマラーター同盟、ホールカル家の当主及びインドール藩王国の君主（在位：1811年 - 1833年）。

## 生涯

### 即位
1806年、第二次マラーター戦争の英雄ヤシュワント・ラーオ・ホールカルとその妃クリシュナ・バーイー・ホールカルの息子として生まれた。
1811年10月27日、ヤシュワント・ラーオ・ホールカルが倒れて死ぬ間際、彼は宰相のバーラー・ラーム・セートゥーに国政を委ねた。

### 養母の統治下
かくして、マルハール・ラーオは父の跡を継いだが、その死後に実権を握ったのは宰相の愛人であり、父の妃の一人トゥルシー・バーイー・ホールカルだった。彼はトゥルシー・バーイー・ホールカルの養子として迎えられることとなった。
トゥルシー・バーイーは非常に教養のある女性だったが、その反面残酷で暴力的だった。このような女性が実権を握ったため、政権はすぐさま混乱に陥った。軍隊は反乱を起こしたが、トーンクのナワーブであるアミール・ハーンの積極的な介入により、秩序がもたらされた。また、ダルマ・クンワルという人物も反乱を起こしたが、アミール・ハーンによって鎮圧され、彼は処刑された。このように、国家は無政府状態であった時期、暴力と強盗と無政府状態が全てに君臨していた。
1817年9月、マラーター同盟の宰相バージー・ラーオ2世は英国に対する敵対行為を決定し、軍を増強するとともに、マラーター諸侯らに手紙を送っていた。ホールカル家のアミール・ハーンらの軍司令官らは一気に戦争へと進もうとした。
一方、イギリス側のジョン・マルコムは友好的に折り合いをつけるため申し入れを行った。
トゥルシー・バーイーと閣僚のターンティヤー・ジョーグは英国との和解を支持したが、軍部は戦争への方針を曲げなかった。
だが、11月になると、軍司令官のアミール・ハーンは裏切り、イギリスにピンダーリーの掃討を約するとともに自領の保全にまわった。。
そして、12月20日、ホールカル家軍部は戦争に反対していたトゥルシー・バーイー・ホールカルを殺害し、イギリスとの全面対決に出た。

### マヒドプルの戦いと藩王国化
翌21日、ホールカル家軍部はマルハール・ラーオ・ホールカル2世を連れ、イギリス軍とマヒドプルで戦ったが大敗を喫した（マヒドプルの戦い）。そのとき、彼は象の上で軍が敗れるのを見て、泣き出したという。結局、軍はマンドサウルにまで後退し、ターンティヤー・ジョーグが代理人としてイギリスとの講和を行うこととなった。
1818年1月6日、ホールカル家とイギリスとのあいだでマンドサウル条約が結ばれ、ジャイプル、ジョードプル、ウダイプル、コーター、ブーンディーなどのラージプート諸王国の主権を放棄させられ、ホールカル家はイギリスに従属する藩王国となった（インドール藩王国）。

### イギリス統治下と数々の混乱
1818年11月3日、それまでホールカル家の首都はマヘーシュワルかバーンプラだったが、正式にインドールへの遷都が決まった。また、ターンティヤー・ジョーグが宰相に任命された。軍は減らされ、時折ローンでイギリスから貸し付けを受け、軍の給料の未払いを解決した。
だが、1819年には早くも2つの問題が発生するところとなった。一つ目は、クリシュナ・クンワールが死んだはずのヤシュワント・ラーオの兄マルハール・ラーオ・ホールカルを騙り、多数の傭兵らの支持を得て蜂起した。これはマヒドプルの軍勢により鎮圧され、彼はコーターでとらえられたのちにインドールへ連行されたが、その後釈放された。
二つ目は、マルハール・ラーオ・ホールカル2世の従兄弟ハリ・ラーオ・ホールカルの反乱だった。これもまたすぐに鎮圧され、ハリ・ラーオはその慈悲により命は助けられたが、ターンティヤー・ジョーグの言によりマヘーシュワルで幽閉生活の身となった。
他にも、1821年と1822年にはラームプラとバールケーラーで反乱が起こったが、これらはそれぞれイギリスの軍隊によって鎮圧された。
1826年、イギリスは銀の国外流出を防止するため、ホールカル家およびその他マールワーに存在する藩王国から、中国に輸出するために栽培アヘンを購入する排他的権利を獲得している（1829年に独占は廃止されたが、海上コストの代わりに英領を通じての輸送費が課されることとなった。また、これらから輸出されたアヘンは中国で問題となり、のちにアヘン戦争を引き起こした）。同年にはホールカル家の歳入は270万ルピーにも上っていた。これは1818年の50万ルピーから比べれば、じつに5倍以上の上昇であった。
とはいえ、1828年4月に有能な宰相ターンティヤー・ジョーグが死ぬと、またしても混乱に陥った。
1829年から1830年にかけては、ウダイプル藩王国の封臣によってホールカル家の領土が荒らされる事態に陥った。それでも、ホールカル家はこれを国内から追い出している。
1831年にはまたしても反乱が起きた。今度の反乱はかなり大規模で、インドールにまで迫ったが、その西南の村デーオグランディアで破り、首謀者を殺害した。
こうしたなか、マルハール・ラーオ・ホールカル2世はすでに健康を害しており、1833年10月27日に死亡した。